# Alexandra Martini (Schauspielerin)
Alexandra Martini (* 1990 in Dachau) ist eine deutsche Schauspielerin und Journalistin.

## Leben
Alexandra Martini studierte zwischen 2010 und 2014 Schauspiel an der Hochschule für Schauspielkunst Ernst Busch in Berlin. Während dieser Zeit spielte sie bereits am Berliner Arbeiter-Theater und an der Volksbühne Berlin.
Nach erfolgreichem Studium wurde sie freischaffende Schauspielerin, ist seitdem als Schauspielerin in Film und Fernsehen sowie in Projekten der Volksbühne Berlin, des Maxim-Gorki-Theaters in Berlin und des Staatstheaters Dresden tätig. Im Fernsehen war sie 2015 als Prinzessin Isabella in der WDR-Produktion Sechs auf einen Streich – Die Salzprinzessin (Regie: Zoltan Spirandelli) zu sehen und hatte Episodenrollen in den TV-Serien Hubert ohne Staller (2019; Bulle Bulle) und 2018 bei Um Himmels Willen (Schuldgefühle) an der Seite von Janina Hartwig, Felix von Bredow und Jutta Schmuttermaier.
Seit 2016 arbeitet sie als freie Journalistin und Moderatorin beim Radio Bayern 2 des Bayerischen Rundfunks. Seit 2018 schreibt, inszeniert und spielt sie für das Münchner Kollektiv raststättentheater, u. a. im HochX Theater München, im Berliner Ringtheater und am at.tension Festival Müritz.
Sie spricht neben Deutsch fließend Englisch und Spanisch sowie gut Französisch.

## Filmografie (Auswahl)
- 2019: Hubert ohne Staller – „Bulle, Bulle“ (Fernsehserie, eine Folge)
- 2018: Um Himmels Willen – „Schuldgefühle“ (Fernsehserie, eine Folge)
- 2017: SOKO Leipzig – „Vaterliebe“ (Fernsehserie, eine Folge)
- 2016: Frau Pfarrer & Herr Priester
- 2015: Die Salzprinzessin

## Theater (Auswahl)
- 2019: Silicon Delphi – Reise ins Herz der Zeit; Hoch X Theater München[3]
- 2014: I love Italy and Italy loves me, bat Studiotheater Berlin[3]
- 2013: Wie es euch gefällt (William Shakespeare), Berliner Arbeiter-Theater[3]